# Старково (Сафоновський район)
Старково (рос. Старково) — присілок Сафоновського району Смоленської області Росії. Входить до складу Казулінського сільського поселення.
Населення — 8 осіб (2007 рік). 